# Elektroboot

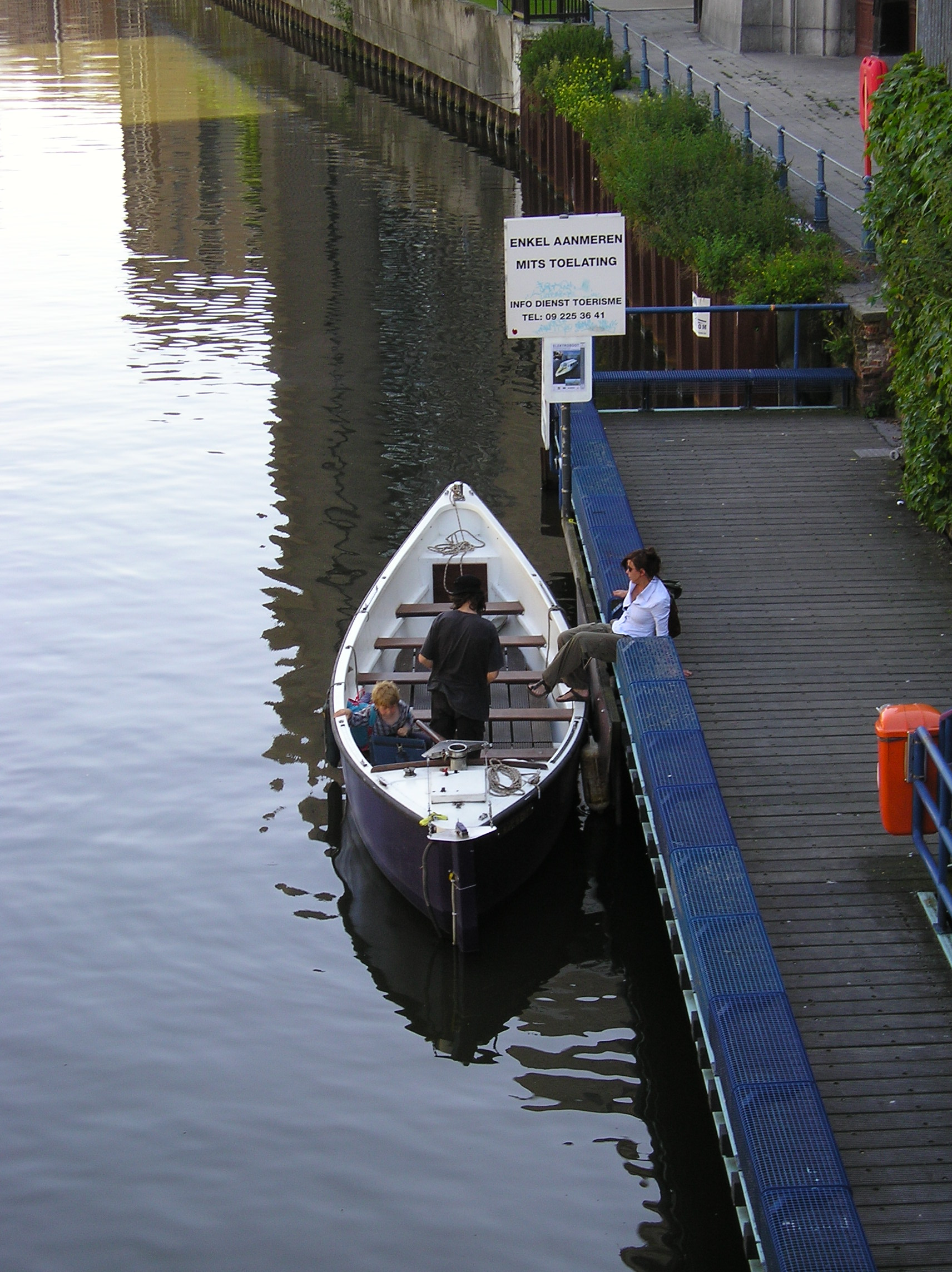
De Piraat voor de wal op een stopplaats

Elektroboot vzw is een Belgische niet-commerciële vereniging die als het doel het promoten van milieuvriendelijke aandrijving van vaartuigen heeft. Naast de pendeldienst consulteren ze bedrijven en overheden bij de overstap naar duurzame vaartuigen en een alternatief in binnenstedelijke mobiliteit. Het betreft niet uitsluitend kleine rondvaartboten maar ook professionele vaartuigen zoals voor de binnenvaart of kustvaart waar duurzame aandrijvingen probleemloos toegepast kunnen worden. Hiervoor werken ze samen met verscheidene ondernemingen en studiebureaus of instellingen zodat ook op maat gewerkt kan worden.
Om de praktische bruikbaarheid van dergelijke aandrijving voor boten te bewijzen, organiseerde Elektroboot in Gent de pendeldienst met elektrisch aangedreven boten, sinds 1999.
Momenteel zijn er twee boten in dienst: één open en één met een dak en gesloten passagiersruimte. Het bovenste deel van het dak wordt onder de te lage bruggen naar beneden geklapt. De boten pendelen tussen de Korenlei (stadscentrum, tegenover Graslei) en de Zuid (naast stadsbibliotheek en Vooruit). De dienstverlening was gratis.
De dienst werd gehouden in de periode mei-oktober en voer uitsluitend op zaterdag en alle dagen tijdens de Gentse Feesten. De boot vertrekt om de 40 minuten. De pendelboten varen vanaf 5 mei 2007 opnieuw uit in de Gentse binnenstad.
Om de 40 minuten vertrok een pendelboot aan de Zuid of aan de Korenlei voor een tochtje langs de Ketelvest, de Recollettenlei, de Ajuinlei en de Predikherenlei. Onderweg is aan de Ketelpoort een tussenhalte voorzien, die aansluit op tramlijn 1 en op de Kouterparking. De hele rit duurt 15 minuten. Naar aanvraag kan de boot ook aan de Ketelpoort halte maken.
Vertrek halte Zuid: 13.00, 13.40, 14.20, 15.00, 15.40, 16.20, 17.00, 17.40 vertrek halte Korenlei: 13.20, 14.00, 14.40, 15.20, 16.00, 16.40, 17.20, 18.00
Elektroboot is benoemd tot Ambassadeur Sociale Economie door de staatssecretaris voor Duurzame Ontwikkeling en Sociale Economie.
In de categorie mobiliteit is Elektroboot in Gent tot Ambassadeur uitgeroepen. Elektroboot krijgt met deze benoeming erkenning voor de jarenlange inzet op het gebied van duurzame mobiliteit en milieuvriendelijke aandrijftechnieken. De Elektroboot is een gratis pendeldienst op het water, die raakvlakken heeft met alle aspecten van duurzaamheid in de samenleving, naast aandacht voor sociale tewerkstelling. Als bijkomende meerwaarde op vlak van energie: hernieuwbare energie, gebruik van zonnepanelen en onderzoek naar toepassing van waterstoftechnologie voor vaartuigen en hybride toepassingen.